# Collothecacea
Collothecacea är en ordning av hjuldjur. Enligt Catalogue of Life ingår Collothecacea i klassen Eurotatoria, fylumet hjuldjur och riket djur, men enligt Dyntaxa är tillhörigheten istället klassen Monogononta, fylumet hjuldjur och riket djur. Enligt Catalogue of Life omfattar ordningen Collothecacea 51 arter. 
Kladogram enligt Catalogue of Life och Dyntaxa:
| Collothecacea | \| \| Atrochidae \| \| \| \| \| \| Collothecidae \| \| \| \| |
|               | \| \| Atrochidae \| \| \| \| \| \| Collothecidae \| \| \| \| |
|               | bdelloider                                                   |
|               |                                                              |
|               | Flosculariaceae                                              |
|               |                                                              |
|               | Ploima                                                       |
|               |                                                              |
|               | Atrochidae                                                   |
|               |                                                              |
|               | Collothecidae                                                |
|               |                                                              |

|  | Atrochidae    |
|  |               |
|  | Collothecidae |
|  |               |